# Сабатье (лунный кратер)
Кратер Сабатье (лат. Sabatier) — маленький ударный кратер в области западного побережья Моря Краевого на видимой стороне Луны. Название присвоено в честь французского химика Поля Сабатье (1854—1941) и  утверждено Международным астрономическим союзом в 1979 г. 

## Описание кратера

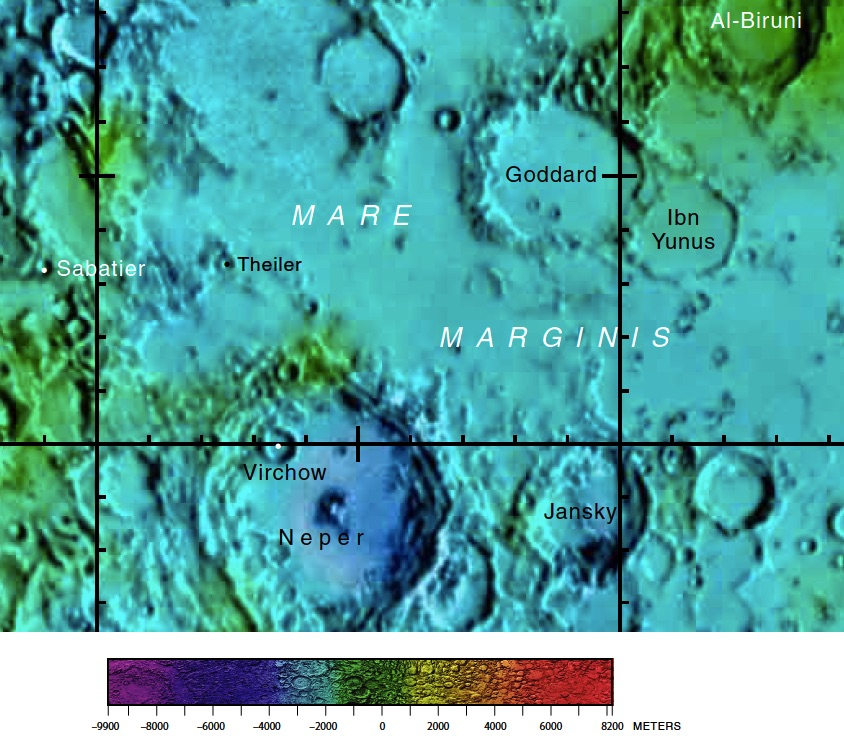
Окрестности кратера Сабатье. Фрагмент карты видимой стороны Луны.

Ближайшими соседями кратера Сабатье являются кратер Ганзен на западе; кратер Кеннон на севере-северо-востоке; кратер Тейлер на востоке; кратерa Вирхов и Непер на юго-востоке и кратер Вильдт на юго-западе. На востоке от кратера расположено Море Краевое. Селенографические координаты центра кратера 13°11′ с. ш. 79°01′ в. д. / 13,19° с. ш. 79,01° в. д., диаметр 9,6 км, глубина 1630 м.
Кратер Сабатье имеет циркулярную чашеобразную форму с небольшим участком плоского дна диаметром в половину диаметра кратера. Вал четко очерчен, внутренний склон гладкий, с высоким альбедо. Высота вала над окружающей местностью достигает 370 м, объем кратера составляет приблизительно 40 км³. По морфологическим признакам кратер относится к типу BIO (по названию типичного представителя этого класса — кратера Био).

## Сателлитные кратеры
Отсутствуют.

## См.также
- Список кратеров на Луне
- Лунный кратер
- Морфологический каталог кратеров Луны
- Планетная номенклатура
- Селенография
- Минералогия Луны
- Геология Луны
- Поздняя тяжёлая бомбардировка